# Grand Prix automobile du Mexique 1986
Résultats du Grand Prix automobile du Mexique de Formule 1 1986 qui a eu lieu sur le circuit de Mexico le 12 octobre 1986.

## Classement
| Pos. | No | Pilote             | Écurie                 | Tours | Temps/Abandon                      | Grille | Points |
| ---- | -- | ------------------ | ---------------------- | ----- | ---------------------------------- | ------ | ------ |
| 1    | 20 | Gerhard Berger     | Benetton-BMW           | 68    | 1 h 33 min 18 s 700 (193,306 km/h) | 4      | 9      |
| 2    | 1  | Alain Prost        | McLaren-TAG            | 68    | + 25 s 438                         | 6      | 6      |
| 3    | 12 | Ayrton Senna       | Lotus-Renault          | 68    | + 52 s 513                         | 1      | 4      |
| 4    | 6  | Nelson Piquet      | Williams-Honda         | 67    | + 1 tour                           | 2      | 3      |
| 5    | 5  | Nigel Mansell      | Williams-Honda         | 67    | + 1 tour                           | 3      | 2      |
| 6    | 26 | Philippe Alliot    | Ligier-Renault         | 67    | + 1 tour                           | 10     | 1      |
| 7    | 18 | Thierry Boutsen    | Arrows-BMW             | 66    | + 2 tours                          | 21     |        |
| 8    | 23 | Andrea De Cesaris  | Minardi-Motori Moderni | 66    | + 2 tours                          | 22     |        |
| 9    | 17 | Christian Danner   | Arrows-BMW             | 66    | + 2 tours                          | 20     |        |
| 10   | 14 | Jonathan Palmer    | Zakspeed               | 65    | Panne d'essence                    | 18     |        |
| 11   | 3  | Martin Brundle     | Tyrrell-Renault        | 65    | + 3 tours                          | 16     |        |
| 12   | 28 | Stefan Johansson   | Ferrari                | 64    | Turbo                              | 14     |        |
| 13   | 7  | Riccardo Patrese   | Brabham-BMW            | 64    | Sortie de piste                    | 5      |        |
| 14   | 24 | Alessandro Nannini | Minardi-Motori Moderni | 64    | + 4 tours                          | 24     |        |
| 15   | 25 | René Arnoux        | Ligier-Renault         | 63    | Moteur                             | 13     |        |
| 16   | 22 | Allen Berg         | Osella-Alfa Romeo      | 61    | + 7 tours                          | 26     |        |
| Abd. | 11 | Johnny Dumfries    | Lotus-Renault          | 53    | Batterie                           | 17     |        |
| Abd. | 8  | Derek Warwick      | Brabham-BMW            | 37    | Moteur                             | 7      |        |
| Abd. | 15 | Alan Jones         | Lola-Ford              | 35    | Transmission                       | 15     |        |
| Abd. | 2  | Keke Rosberg       | McLaren-TAG            | 32    | Crevaison                          | 11     |        |
| Abd. | 27 | Michele Alboreto   | Ferrari                | 10    | Turbo                              | 12     |        |
| Abd. | 4  | Philippe Streiff   | Tyrrell-Renault        | 8     | Turbo                              | 19     |        |
| Abd. | 21 | Piercarlo Ghinzani | Osella-Alfa Romeo      | 8     | Moteur                             | 25     |        |
| Abd. | 19 | Teo Fabi           | Benetton-BMW           | 4     | Moteur                             | 9      |        |
| Abd. | 16 | Patrick Tambay     | Lola-Ford              | 0     | Collision                          | 8      |        |
| Np.  | 29 | Huub Rothengatter  | Zakspeed               |       | Accident                           | 23     |        |

## Pole position et record du tour
- Pole position : Ayrton Senna en 1 min 16 s 990 (vitesse moyenne : 206,723 km/h).
- Meilleur tour en course : Nelson Piquet en 1 min 19 s 360 au 64e tour (vitesse moyenne : 200,549 km/h).

## Tours en tête
- Nelson Piquet : 31 (1-31)
- Ayrton Senna : 8 (32-35)
- Gerhard Berger : 33 (36-68)

## À noter
- 1re victoire pour Gerhard Berger.
- 1re victoire pour Benetton en tant que constructeur.
- 9e victoire pour BMW en tant que motoriste.
- 50e pole position pour Renault en tant que motoriste.